# Spanischer Rippenmolch
Der Spanische Rippenmolch (Pleurodeles waltl) ist eine Amphibien-Art aus der Familie der Echten Salamander. Zusammen mit dem Grottenolm ist er der größte Schwanzlurch Europas.

## Merkmale
Die Art wird 28 bis 31 Zentimeter lang und ist entsprechend kräftig gebaut. Der ohrdrüsenlose Kopf ist breit und dabei stark abgeflacht; die Augen sind klein und nach oben gerichtet. Durch 8 bis 10 auffällige, orange bis bräunliche Höcker (Rippendrüsen) an den Körperseiten können sich die spitzen Rippenenden abzeichnen und dabei sogar gelegentlich die Haut durchbohren, ohne das Tier zu schädigen. Dies ist eine Verteidigung gegen Fressfeinde, da mit den Rippenspitzen Hautgift in die Wunden von deren Mundhöhle gelangt. Der seitlich abgeplattete Schwanz ist etwa so lang wie Kopf und Rumpf. Die Hautoberfläche wirkt durch viele kleine Hornhöcker runzlig-warzig. Die gelb-braune, olivgrüne oder graue Grundfarbe wird durch dunkle, verwaschen erscheinende Flecken aufgelöst. Die Bauchseite ist heller und dabei dunkel marmoriert.
In der Paarungszeit entstehen am Schwanz niedrige Flossensäume, die bei den Männchen etwas höher werden. Auch haben diese dann raue, schwarze Brunstschwielen an den Innenseiten der Vorderbeine und inneren Finger, und ihre vorderen Extremitäten sind länger als die der gedrungener gebauten Weibchen.

## Vorkommen, Lebensweise

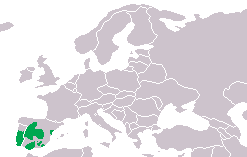
Verbreitung des Spanischen Rippenmolches in Europa; über die Iberische Halbinsel hinaus gibt es auch Vorkommen im Norden Marokkos

Der Spanische Rippenmolch ist in Portugal, in Mittel- und Südspanien und in Teilen Marokkos zu finden. Er kommt in lichten Pinienwäldern, in Gärten und in steppenartigem Brachland vor und bevorzugt eher tiefliegende Regionen. In Zentralspanien wurde die Art aber auch bis in 1500 Metern über Meereshöhe festgestellt. Als Laichgewässer werden unterschiedliche, möglichst verkrautete Gewässertypen aufgesucht – wegen der relativ gewässerarmen Landschaften, die besiedelt werden, kann der Spanische Rippenmolch hierbei nicht sehr anspruchsvoll sein.
Während terrestrischer Lebensphasen – etwa, wenn ihre Wohngewässer im Sommer austrocknen – verstecken sich die Tiere unter Steinen und Totholz. Nicht selten leben sie aber ganzjährig aquatil. Eine Winterruhe wird nicht eingelegt. Zum Nahrungsspektrum gehören Insektenlarven, Würmer, Krebstiere und kleinere Wassermolche – auch arteigener Kannibalismus kommt vor. Die Rippenmolche selbst werden wohl vor allem von der Vipernatter (Natrix maura) gefressen.

## Fortpflanzung, Individualentwicklung
Paarungszeit ist von November bis Januar. Das Männchen umklammert die Vorderbeine des Weibchens und drückt seinen Kopf gegen die Kehle des Weibchens. In dieser Haltung schwimmt das Paar über viele Stunden, manchmal zwei volle Tage, umher. Schließlich kommt es zur Übergabe mehrerer Spermatophoren. 150 bis 800 Eier werden dann etwas später vom Weibchen in kleineren, gallertigen Klumpenportionen an Wasserpflanzen geheftet. Nach etwa anderthalb bis zwei Wochen Embryonalentwicklung schlüpfen die zunächst 11 bis 12 Millimeter großen Larven.
Zwischen Mitte April und Juli, je nach Region, gehen die umgewandelten, 7 bis 9,5 Zentimeter langen Jungtiere an Land. Nach 16 Monaten sind sie selbst geschlechtsreif – auch, wenn sie das Wasser nicht verlassen haben.

## Taxonomie
Gattung und Art wurden 1830 von Karl Michahelles in seinem Beitrag Neue südeuropäische Amphibien in der Zeitschrift Isis beschrieben. Der Spanische Rippenmolch ist die Typusart der Gattung. Die Art wurde von Michahelles nach Dr. Waltl benannt, der einige Exemplare aus Südspanien, wo sie in Brunnen häufig zu finden waren, nach München mitbrachte.